# لوتش العاصي
لوتش العاصي (بالإنجليزية: Orontes Sportive Loach)‏ الاسم العلمي (Oxynoemacheilus hamwii) وهي سمكه من أحد أنواع شعاعيات الزعانف وتعود إلى فصيله الشبوطيات. يتواجد هذا النوع من الأسماك في منابع نهر العاصي ولكنه الآن محصور بثلاث مجاري للنهر في الجانب التركي من مصرف النهر. اثنان منهما يجتمعان في القسم الأخفض من نهر العاصي في تركيا، والثالث يتدفق إلى نهر عفرين في سوريا.
انقرضت هذه السمكه محليا من سوريا. وتوصف بأنها كانت متواجدة وشائعه بكثره في نهايه القرن العشرين إلا أنها حساسة للتلوث، وتتطلب مجاري أنهار صافية ومتدفقة فوق الطين والحصى. إن استغلال مصرف هذا النهر بشدة من قبل البشر ومعدل هطول الأمطار المنخفض في المنطقة جراء تغير المناخ هما عوامل تساعد على تفاقم الخطر على هذا النوع. حيث يحدث ذلك بسبب الزيادة في الماء المأخوذ من مجاري النهر من قبل البشر وخفض منسوب المياه الجوفية.